# Aphra Behn
Pour les articles homonymes, voir Behn.
Œuvres principales

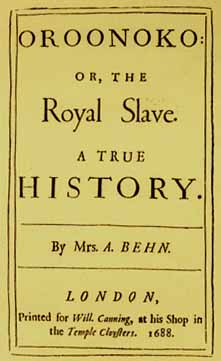
Première édition d'Oroonoko en 1688.

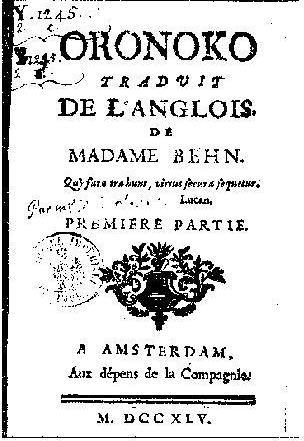
Frontispice d'Oronoko, traduction française de 1745.

Aphra Behn, née Aphra Johnston, baptisée à Wye, près de Canterbury, le 14 décembre 1640 et morte à Londres le 16 avril 1689, est une prolifique dramaturge et romancière anglaise de la fin du XVIIe siècle, souvent considérée comme l’une des premières femmes de lettres professionnelles de Grande-Bretagne. Elle a contribué à la littérature de la Restauration anglaise.
Son roman intitulé Oroonoko (1688) est peut-être la première fiction en Occident qui traite du problème de la traite et de l'esclavage. Traduit  Il a inspiré des auteurs comme l'Abbé Prévost, Voltaire et Victor Hugo.

## Biographie
Peu d’informations concrètes sont disponibles en ce qui concerne la vie d’Aphra Benn. Elle pourrait avoir intentionnellement brouillé les pistes. Il est remarquable de noter que son nom n'apparaît dans aucun registre d'impôt ou d'église.
L'écrivain Germaine Greer qualifia Aphra Behn de « palimpseste » qui se serait effacée elle-même. La biographe Janet Todd note qu'Aphra est « une combinaison mortelle d'obscurité, de secret et de théâtralité qui la rend difficile à intégrer dans un récit, qu'il soit spéculatif ou factuel. Elle n'est pas tant une femme à démasquer qu'une combinaison infinie de masques ».

### Jeunesse
D'après Ann Finch, une de ses contemporaines, elle serait née à Wye, dans le Kent, près de Canterbury, le 10 juillet 1640, et aurait été la « fille d’un barbier ». Le colonel Thomas Colepeper, la seule personne prétendant l'avoir connue enfant, écrivit dans Adversaria qu'elle est née à « Sturry ou Canterbury » d'un M. Johnston et qu'elle a une sœur nommée Frances. Une autre version de la vie d'Aphra raconte qu'elle serait la fille d'un barbier nommé John Amis et de sa femme Amy. Enfin, The Histories And Novels of the Late Ingenious Mrs. Behn (1696 - par un auteur inconnu dont le pseudonyme était « One of the fair sex ») affirme qu'elle est la fille de Bartholomew Johnson, un barbier, et d'Elizabeth Denham, une nourrice.
On suppose qu'Aphra reçut une éducation catholique. Elle affirma un jour qu'elle avait été « conçue pour être une religieuse ». Elle avait de nombreuses relations catholiques ce qui lui aurait porté préjudice durant la vague d'anti-catholicisme des années 1680. Monarchiste, elle avait une affection particulière pour le Duc d'York, visible dans sa pièce The Rover II.
Dans les années 1660, elle pourrait avoir voyagé jusqu’à une colonie anglaise de canne à sucre au Suriname, ce qui lui aurait inspiré son célèbre roman Oroonoko. La réalité de ce voyage reste cependant incertaine.

### Carrière
En 1658, Aphra prend le nom d'un homme que l'on considérera comme son époux et qui était peut-être marchand néerlandais. Son nom était soit Ben, Beane, Bene ou Behn. Mais quelles qu'aient été les véritables circonstances, à partir de cette date, Aphra se fait appeler « Mme Behn ». Johan Behn meurt (à moins que le couple ne se soit séparé) en 1666, alors qu'Aphra n'a que 26 ans.
Elle s'attache alors à la cour royale, et certains indices semblent montrer qu’elle est dépêchée à Anvers par Charles II en tant qu’espionne. Le nom de code qu’elle reçoit à cette occasion, « Astrea », lui sert par la suite pour signer la plupart de ses œuvres. Son rôle est de se rapprocher de William Scot, fils de Thomas Scot, un régicide exécuté en 1660, dans l'espoir d'en faire un espion qui pourrait rendre compte des agissements d'exilés anglais complotant contre le roi. Mais elle échoue dans sa mission, William l'ayant dénoncée aux Néerlandais.
La deuxième guerre anglo-néerlandaise éclate peu après entre l’Angleterre et les Pays-Bas, en 1665. Les services rendus par Aphra ne lui sont pas rémunérés et Charles II refuse de payer son billet de retour. En décembre 1666, elle emprunte l'argent pour la traversée. En 1668, sans ressources, elle est jetée en prison pour dette. Libérée dans des circonstances inconnues, elle jure de ne plus dépendre financièrement de quelqu'un et en 1670 sa première pièce de théâtre The Forc'd Marriage (Le mariage forcé) est produite à Londres. Dès lors, elle gagne sa vie par l'écriture de pièces de théâtre puis de romans.
Elle cultive l’amitié de nombreux dramaturges, et elle publie à partir de 1670 nombre de pièces ou de romans, ainsi que des poèmes et des pamphlets. Sa comédie L'Écumeur établit sa réputation sur la scène londonienne à partir de 1677.
Virginia Woolf constate qu'elle fut la première femme anglaise à vivre de sa plume et qu'elle mérite la reconnaissance de toutes celles qui sont venues après elle : « All women together ought to let flowers fall upon the tomb of Aphra Behn, for it was she who earned them the right to speak their minds.»

### Dernières années
En 1688, un an avant sa mort, elle publie A Discovery of New Worlds, la traduction d'Entretiens sur la pluralité des mondes, par Bernard le Bovier de Fontenelle, une vulgarisation de l'astronomie sous la forme d'un roman.
Appauvrie et endettée, Aphra Behn voit sa santé décliner dès 1685 et elle a du mal à tenir sa plume, mais elle continue malgré tout à écrire. Durant ses derniers jours, elle traduit le dernier livre d'Abraham Cowley, Six Books of Plants.
Elle meurt le 16 avril 1689 et est enterrée en l’abbaye de Westminster.
Sur sa pierre tombale est inscrit :
Here lies a Proof that Wit can never be
Defence enough against Mortality.
(Ci-gît une preuve que l'esprit n'est jamais
Une défense suffisante contre la mort.)

## Œuvre

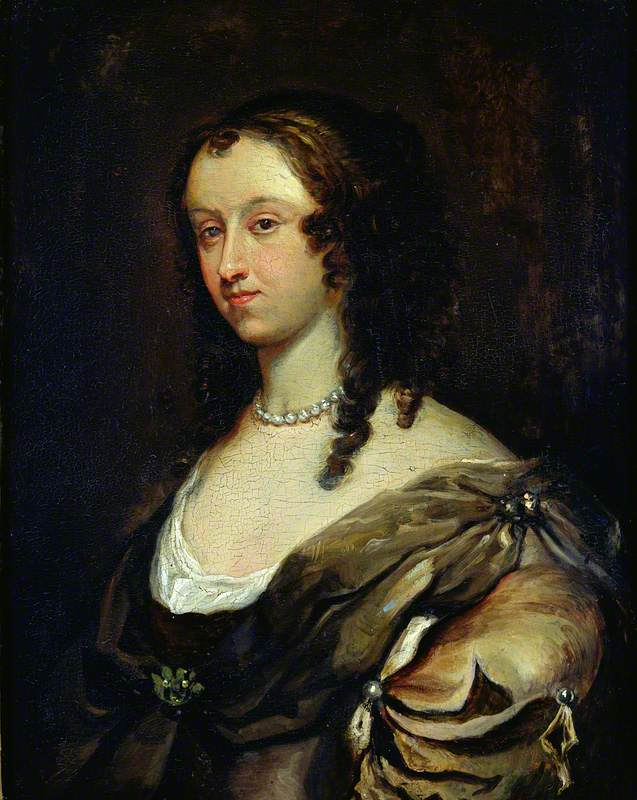
Portrait d'Aphra Behn par Mary Beale.

### Pièces de théâtre
- The Forced Marriage (1670)
- The Amorous Prince (1671)
- The Dutch Lover (1673)
- Abdelazer (1676)
- The Town Fop (1676)
- The Rover or the Banish'd Cavaliers (L'Écumeur) (1677 et 1681)
- Sir Patient Fancy (1678)
- The Feigned Courtesans (1679)
- The Young King (1679)
- The False Count (1681)
- The Roundheads (1681)
- The City Heiress (1682)
- Like Father, Like Son (1682)
- Prologue and Epilogue to Romulus and Hersilia, or The Sabine War (1682)
- The Lucky Chance (1686), en collaboration avec le compositeur John Blow
- The Emperor of the Moon (1687)

#### Pièces créées après sa mort
- The Widow Ranter (1689)
- The Younger Brother (1696)

### Romans
- Love Letters Between a Nobleman and His Sister, 3 volumes (1684, 1685, 1687)
- The Fair Jilt (1688)
- Agnès de Castro (1688)
- Oroonoko (1688) trad. française, Paris, Flammarion, coll. GF, 2025 (rééd.)  (ISBN 978-2-080-48683-7)

### Recueils de poèmes
- Poems upon Several Occasions, with A Voyage to the Island of Love (1684)
- Lycidus ; or, The Lover in Fashion (1688)